# Can Bozdoğan
Can Bozdoğan (ur. 5 kwietnia 2001 w Kolonii) – niemiecki piłkarz tureckiego pochodzenia występujący na pozycji pomocnika w tureckim klubie Beşiktaş oraz w reprezentacji Niemiec do lat 20. Wychowanek 1. FC Köln, w trakcie swojej kariery grał także w Schalke 04.